# Bottiglia blu
L'esperimento della bottiglia blu consiste in una reazione chimica in cui, all'interno di una bottiglia chiusa, una soluzione acquosa contenente glucosio, idrossido di sodio e blu di metilene cambia da incolore a blu dopo essere scossa e poi si decolora in poco tempo. Dopo un ulteriore scuotimento ritorna il colore blu e questo ciclo può essere ripetuto diverse volte. Questo esperimento è una classica dimostrazione chimica e può essere utilizzata durante lezioni in laboratorio di chimica come esperimento di chimica generale. La reazione si innesca anche con altri zuccheri riducenti oltre al glucosio e anche con altri coloranti indicatori di ossidoriduzione.

## Reazioni
La soluzione acquosa utilizzata nella reazione classica contiene glucosio, idrossido di sodio e blu di metilene. Nella prima fase si forma l'enolato di glucosio, mentre successivamente avviene un'ossidoriduzione dell'enolato con il blu di metilene: il glucosio viene ossidato in acido gluconico che, in soluzione alcalina è nella forma di sodio gluconato. Il blu di metilene è ridotto a leucometilene blu incolore.
Se è ancora disponibile abbastanza ossigeno, il blu leucometilene viene poi ri-ossidato in blu di metilene e il colore blu della soluzione viene ripristinato. La disponibilità di ossigeno viene aumentata agitando la soluzione: quando la soluzione si ferma, la riduzione del glucosio del colorante riducente riprende il sopravvento e il colore della soluzione scompare. La reazione è di primo ordine in glucosio, blu di metilene e ione di idrossido e di ordine zero in ossigeno.
Altri prodotti di ossidazione del glucosio, oltre al gluconato di sodio, sono il D-arabino-esos-2-ulosio (glucosone), l'anione del D-arabinonato (dopo il distacco di un anione formiato) e infine l'acido arabinonico.